# 원순식
원순식(元淳植, 1979년 8월 4일~)은 대한민국의 전직 KBS청주방송총국 아나운서였다.

## 학력
- 강원대학교 미생물학과 학사

## 경력
- 2005년 : KBS청주방송총국 31기 공채 아나운서
- 2015년 : KBS청주방송총국 아나운서 퇴사

## 진행

### TV
- KBS네트워크 충북 (2006 ~ 2008)
- KBS월요스페셜
- 휴먼TV우리는
- KBS 뉴스 9
- KBS 뉴스광장
- 생방송 충청은 지금
- 리포트 충북

### 라디오

#### 제1라디오
- 1라디오 충북패트롤
- 리포트 충북

#### KBS 청주 FM
- 그대와 나의 FM